# Paavo J. Paalu
Paavo J. Paalu, finski general, * 1895, † 1971.